# Rödtjärnen, Medelpad
Rödtjärnen är en sjö i Ånge kommun i Medelpad och ingår i Ljungans huvudavrinningsområde.